# Yuliana Zhalniaruk
Yulyana Zhalniaruk (Bielorrusia, 14 de agosto de 1984) es una atleta bielorrusa especializada en la prueba de 4x400 m, en la que ha logrado ser subcampeona europea en 2006.

## Carrera deportiva
En el Campeonato Europeo de Atletismo de 2006 ganó la medalla de plata en los relevos 4x400 m, con un tiempo de 3:27.69 segundos, llegando a meta tras Rusia y por delante de Polonia, siendo sus compañeras de equipo: Ilona Usovich, Sviatlana Usovich y Anna Kozak.
Al año siguiente, en el Campeonato Europeo de Atletismo en Pista Cubierta de 2007 ganó la medalla de oro en la misma prueba, con un tiempo de 3:27.83 segundos que fue récord nacional bielorruso, por delante de Rusia y Reino Unido (bronce).